# Vad (Brașov)
Pour les articles homonymes, voir Vad.
Vad (en hongrois : Vád, en allemand: Waadt, Waden,) est un village situé dans le județ de Brașov, le Pays de Făgăraș (Țara Făgărașului), dans la commune de Șercaia, Transylvanie, Roumanie.

## L’origine du nom
Concernant l’origine du nom du village de Vad, il existe deux hypothèses que nous présentons à la suite. Le premier avis est celui d’un fils du village, Augustin Bunea, historien, chanoine métropolitain, académicien roumain, qui, dans son ouvrage posthume, « Încercare de Istoria Românilor până la 1382 », soutient que beaucoup de villages situés dans le Pays de Făgăraș portent le nom de leur fondateur. La seconde explication est celle du linguiste roumain Sextil Pușcariu qui, dans un article radiodiffusé, et ensuite imprimé dans la revue « Țara Bârsei » en 1934, soutient que « si tel village près de l’Olt s’appelle aujourd’hui Vad, et un autre Fântâna, il est probable que ce lieu de passage par la rivière s’appelait Vadum à l'époque romaine, et l’autre, bénéficiant de bonnes eaux, Fontana – et il est possible qu’avant l’arrivée des Romains, ces endroits fussent appelés des noms daces correspondants ».

## Géographie
Le village de Vad se trouve à 5 km, vers le Sud du village Șercaia et à quelque 18 km de Făgăraș. La localité de Vad est traversée, de Sud vers le Nord, par la rivière Șinca, un important affluent de l’Olt.

## Histoire
La plus ancienne mention documentaire du village date du 10 juin 1417 et celle-ci provient du voïévode de la Valachie, Mircea cel Bătrân. Dans le document, étaient spécifiés des toponymes qui se sont transmis jusqu’à aujourd’hui.
Au recensement réalisé en Transylvanie, en 1733, à la demande de l’évêque gréco-catholique Inocențiu Micu-Klein, dans la localité roumaine (Locus valachicus) Vad étaient recensées 73 familles, c’est-à-dire quelque 365 âmes. Du registre de ce recensement, nous découvrons deux prêtres, appelés Iuon et Stan (écrit Sztán, conformément à l’orthographe hongroise). Le nom de la localité, bien qu’il soit roumain, était, lui aussi, écrit conformément à l’orthographe hongroise, Vád, parce que les résultats du recensement étaient destinés à une commission composée de non-Roumains et en grande majorité de Magyars.

## Économie
À Vad, les habitants s'occupent de l'agriculture et de l'élevage. D'autres habitants de Vad travaillent dans des entreprises ou des institutions des localités plus ou moins proches de Vad (Șercaia, Făgăraș, Codlea, Ghimbav, Brașov...).
L'infrastructure locale offre des réseaux de gaz naturel, d'électricité, de téléphonie (fixe et mobile), de télévision câblée et Internet. Pour l'avenir, on envisage la construction de réseaux d'eau et d'égout. Actuellement, afin qu'elle satisfasse ses besoins de consommation en eau potable, la population de Vad consomme l'eau extraite des puits forés dans les cours de leurs maisons.
La localité est traversée par la route nationale DN73A, qui relie la ville de Predeal de la localité chef-lieu de commune, Șercaia, et elle se trouve à quelque 5 kilomètres de la route européenne E68 (la route nationale DN1), qui traverse Șercaia.

## Attractions touristiques

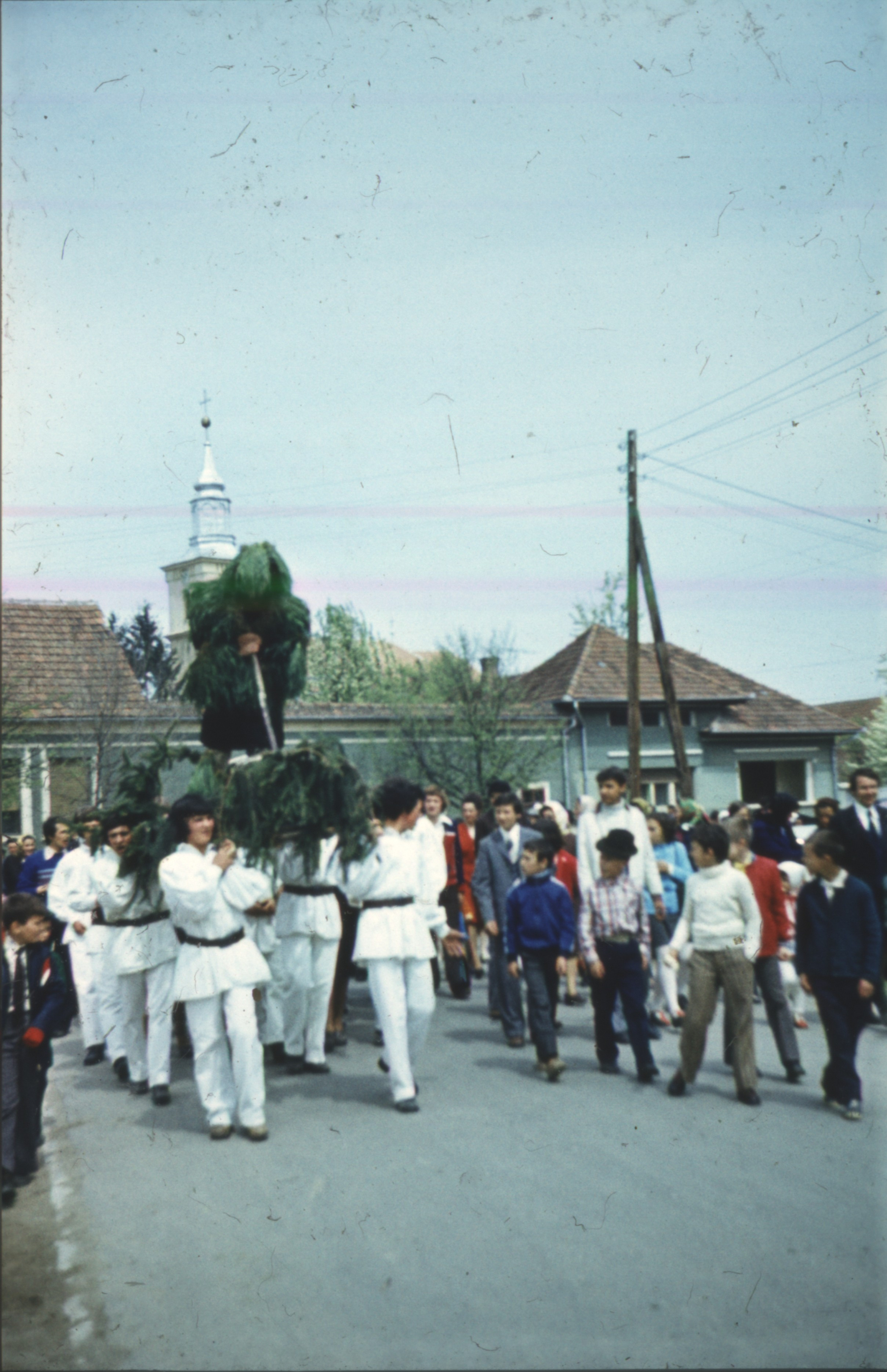
« Plugarul » (Le laboureur),
le 1er mai 1978

- Le village est renommé par les millions de narcisses[16] qui fleurissent, au mois du mai, parmi les chênes séculaires du bois, de 400 ha[17], de la localité, connu sous le nom du « Taillis de Vad »[18], ou la « Clairière de Vad»[19], ou encore « Clairière des Narcisses»[20]. Mais les habitants de l’endroit l’appellent simplement le « Bois de Vad »[21]. Malheureusement, par le ramassage abusif et « industriel », par le vandalisme, ces narcisses ont vu leur territoire de croissance restreint.
- Une autre attraction touristique, très belle et très rare, est « Plugarul » (Le laboureur). Ici, c’est le lundi de Pâques que l’on fête le plus appliqué jeune homme du village.
- Jusqu'à l’arrivée du communisme, subsistaient des mœurs de l'époque des moissons et on pouvait entendre des chansons de ces travaux agricoles, spécifiques au Sud de la Transylvanie, par exemple « Dealul Mohului », mais, par malheur, ces mœurs, avec leurs chansons, se sont perdues définitivement.
- Les 9 février, 29 juin, et 20 novembre, chaque année, sont organisées de grandes foires d’animaux et d’autres produits.

## Personnalités
- Augustin Bunea (né à Vad, en 1857 - mort à Blaj, en 1909), prêtre greco-catholique, chanoine métropolitain, historien et académicien roumain, cofondateur de la revue « Unirea » qui paraît à Blaj. Il a étudié à l'école paroissiale de son village natal, à l'école du village voisin - Ohaba, à Brașov, à Blaj et à Rome.